# 常林
常林（2世紀—3世紀），字伯槐，河內溫縣（今河南溫縣）人。東漢末及三國時曹魏官員。

## 生平
常林早年都在家鄉河內郡以耕作為生，生活貧困。初平元年（190年），河內太守王匡起兵討伐董卓，派了門生到所屬縣內監察人民有沒有犯罪，發現後就立刻將他們收押，命他們要以錢或穀物贖罪，遲了交就要被屠滅宗族，藉以提升威嚴。當時常林叔父在河內郡毆打傷人，被王匡的門生發現，因而被王匡捉拿；當時常林的宗族都很害怕罰金有多少，怕負擔不了會連帶一起被誅殺，不去營救。
常林於是找來王匡同鄉胡毋彪，向他陳述王匡捉拿常林叔父的最終目的。胡毋彪聽後即寫書譴責王匡，王匡最終終於饒恕常林叔父。後來常林又依附在上黨郡的前河間太守陳延壁。當地陳、馮二姓都是以前的富貴豪族，上黨太守張楊貪圖二家的女子和財寶，出兵圍困他們；常林帶領他的宗族，為他們兩姓人劃策，最終被圍困六十日後解圍，他們兩族都沒有損失。
常林之後因戰亂避居并州，并州刺史高幹本來打算表常林為騎都尉，常林辭讓不接受。高幹叛亂被曹操平定後，梁習上任并州刺史，推舉州內名士，常林和楊俊、王象、荀緯和王淩等都獲舉薦，曹操將常林任命為南和縣長。後因為在南和有治績，先後獲提拔為博陵太守和幽州刺史，亦都有治績。建安十六年（211年），曹丕獲任命為五官中郎將，常林被選為五官將功曹。同年曹操西征馬超等人，河間人田银和苏伯在當地叛亂，並煽動鄰近的幽州和冀州，曹丕打算親自討平，但常林認為他們只是烏合之眾，難成大器；而且曹操出征，曹丕應安守鄴城，不應輕率出征。曹丕聽從並派將軍賈信討平。常林後來又先後出任平原太守、魏郡東部都尉和丞相東曹屬。建安十八年（213年），曹操封魏公並建魏國，常林升任尚書。
黃初元年（220年），曹丕稱帝，常林遷任少府，封樂陽亭侯。後又轉任大司農。太和元年（227年），曹叡繼位，封高陽鄉侯，改任光祿勳、太常。當時有人認為常林節操廉潔高尚，應該進為三公，常林於是稱病。後轉任光祿大夫。常林八十三歲時逝世，獲追贈驃騎將軍，以公禮安葬，諡貞侯。

## 性格特徵
- 常林年少孤貧，但不是自己力量換取的他都不要。
- 常林為人個性好學，東漢末年做門生時更帶著經書去耕作，由妻子送飯給他。而且二人相敬如賓。
- 常林和司馬懿是同鄉，而司馬懿認為常林在故鄉人中較年老德高，見面都對常林行拜禮。有人認為司馬懿位高權重，常林不應受拜，應當停止。但常林則認為司馬懿是自願遵守長幼的禮序，作後人的榜樣；而他亦不畏懼有權勢人士，同時拜禮亦不是他制定要人作的，不認為有任何不妥。
- 常林擔任少府時性格嚴厲，時常鞭撻小官。當時少府寺與鴻臚寺相對為鄰，時任大鴻臚的崔林常時聽到鞭撻聲及喊叫聲，因此勸止常林。常林雖然在聽勸之後大為慚愧，但依舊不能自止。[1]

## 子女
- 常峕，常林之子，嗣侯，官至泰山郡太守。後因诸葛诞作乱时称疾不出而獲罪，與李廣一起被司馬昭所誅。
- 常靜，常峕之弟，常峕死後獲封為繼嗣。

## 評價
陳壽：和洽清和幹理，常林素业纯固，杨俊人伦行义，杜袭温粹识统，赵俨刚毅有度，裴潜平恆贞幹，皆一世之美士也。至（常）林能不系心於三司，以大夫告老，美矣哉！

## 延伸阅读
[在维基数据编辑]
 《三國志/卷23》，出自陳壽《三國志》